# Luboš Motl

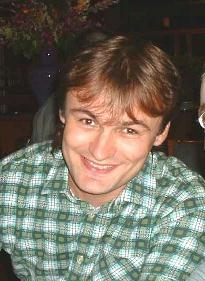
Luboš Motl.

Luboš Motl (Pilsen, República Checa, 5 de diciembre de 1973) es un físico teórico cuyo trabajo se centra, fundamentalmente, en la teoría de cuerdas y los problemas conceptuales de la gravedad cuántica. Cursó sus estudios en la Universidad Carlos, en Praga, obteniendo el doctorado en la Universidad de Rutgers. Fue profesor asistente (2004-2007) en la Universidad de Harvard.
Motl llamó la atención del teórico de cuerdas Thomas Banks en 1996, cuando Banks leyó una publicación de arXiv de Motl sobre la teoría de cuerdas matricial. "Al principio estaba un poco molesto por el artículo [de Motl], porque me ganó", dijo Banks. "Este sentimiento se convirtió en asombro cuando me di cuenta de que Luboš todavía era un estudiante".
En 2006, en colaboración con Nima Arkani-Hamed, Alberto Nicolis y Cumrun Vafa, propuso la conjetura de gravedad débil.

## Publicaciones
En 2008 publicó L'équation Bogdanov, escrito en francés donde analiza las ideas científicas y la controversia de los hermanos Bogdanov.
Es autor del blog de ciencia y política titulado "The Reference Frame: Supersymmetric world from a conservative viewpoint" ("El marco de referencia: el mundo supersimétrico desde un punto de vista conservador"), en el que expresa sus opiniones científicas y políticas de derecha, incluidas invectivas e insultos personales y ha criticado fuertemente la teoría de la gravedad entrópica de Erik Verlinde. El blog ha sido descrito por George Musser como una defensa "exagerada" de la teoría de cuerdas, definiendo uno de los extremos de las opiniones científicas sobre ese tema, con el otro extremo representado por Peter Woit. En abril de 2022, Motl canceló el blog citando presiones de censura e insatisfacción general.
Tradujo al checo el libro “El universo elegante” de Brian Greene.